# Вессель, Иван Карлович
Ива́н Ка́рлович Ве́ссель (1831—1893) — российский архитектор, один из основателей Московского архитектурного общества. Действительный статский советник.

## Биография
Родился в 1831 году в семье Карла-Фридриха Весселя — аптекаря из Данцига, переехавшего в Москву (02.03.1772 — 01.02.1836).
В 1842—1854 годах учился в Московском дворцовом архитектурном училище. В 1855 году был удостоен звания архитекторского помощника младшего класса; оставлен при училище, в котором работал сначала в чертёжной, затем помощником начальника училища. В 1861 году был назначен архитектором придворного ведомства. В 1862 году стал начальником искусственного стола Московского городского собрания и Дворцовой конторы. В 1865 году исполнял обязанности младшего архитектора Московского губернского правления. В 1865—1870 годах работал старшим помощником архитектора Опекунского совета, в 1871—1876 годах — архитектором Малолетнего отделения Воспитательного дома. В 1882—1892 годах служил архитектором Московского страхового от огня общества. С 1879 года — статский советник, затем — действительный статский советник; был награждён орденом Св. Владимира 4-й степени.
В 1867 году стал одним из учредителей Московского архитектурного общества. Являлся членом Исторической комиссии МАО, исследовавшей и описывающей памятники архитектуры.
В 1867 году женился на дочери поручика артиллерии Марии Ивановне Поливановой (1841—?); у них родились сыновья: Михаил (1868—?), Илья (1870/1871—?) и Лев (1873—?).
Умер 1 октября 1893 года.